# Cuore matto... matto da legare
Cuore matto... matto da legare è un film del 1967 diretto da Mario Amendola.

## Trama
Tony, giovane cantante ritornato a Roma dagli Stati Uniti, conosce all'aeroporto Carla, bella studentessa di architettura di cui si innamora.
Il ragazzo, che vuole continuare l'attività musicale, forma un complesso con due amici, Marco e Sandro, riuscendo anche ad esibirsi dal vivo e a farsi notare da un funzionario della Rai: i suoi genitori però, che sono contrari a queste sue scelte e preferirebbero vedere il figlio lavorare nel loro negozio di macelleria, tentano di combinargli un matrimonio con una ragazza amica di famiglia, Cesira, per fargli mettere la testa a posto.
Mentre Tony è a passeggio con Cesira cercando di levarsela di torno, viene visto da Carla che, gelosa, decide di non vederlo più: l'intervento dei due amici Marco e Sandro, che gli suggeriscono di inventarsi un fratello gemello, Pompeo, che sarebbe stato a passeggio con Cesira al posto di Tony, invece di essere risolutivo complicherà le cose.
Alla fine, dopo alcune peripezie, la vicenda si concluderà con un lieto fine per i due giovani.

## Le canzoni

Ferruccio Amendola alla batteria in una scena del film

Oltre alle musiche originali, scritte dal maestro Willy Brezza, nel film si ascoltano alcune canzoni eseguite da Little Tony: ovviamente Cuore matto, che dà il titolo al film (e che è anche eseguita, durante i titoli di testa, dal coro), e altre, come Qui la gente sa vivere, Ogni mattina, La fine d'agosto (nella scena dell'audizione) e My turn (eseguita dal cantante insieme ai suoi amici nella scena in cui si travestono da gruppo beat).